# فرانسیسکو بوسا
فرانسیسکو بوسا (اسپانیایی: Francisco Boza‎؛ زادهٔ ۱۹ سپتامبر ۱۹۶۴) تیرانداز اهل پرو است.
وی در مسابقات کشوری و بین‌المللی در مجموع برندهٔ ۱ مدال نقره شده‌است.